# Lacanobia brunneomaculata
Lacanobia brunneomaculata är en fjärilsart som beskrevs av Heinrich 1917. Lacanobia brunneomaculata ingår i släktet Lacanobia och familjen nattflyn. Inga underarter finns listade i Catalogue of Life.